# Вероника Горбунова
Вероника Горбунова (лат. Veronica gorbunovii) — многолетнее травянистое растение, вид рода Вероника (Veronica) семейства Подорожниковые (Plantaginaceae).

## Распространение и экология
Ареал вида охватывает Памиро-Алай: хребты Гиссарский, Зеравшанский, Петра Первого, Дарвазский; возможно Афганистан: Бадахшан. Эндемик. Описан с Зеравшанского хребта.
Произрастает на лугах и влажных мелкозёмистых склонах с разреженным травостоем, главным образом в альпийском поясе, на высоте 2800—3600 м.

## Ботаническое описание
Корни мочковатые. Стебли высотой 20—35 см, в числе 6—13, иногда в большом числе, простые, у основания более менее приподнимающиеся, округлые, опушённые, позднее внизу почти голые, облиственные.
Листья супротивные, иногда по три в мутовке, самые верхние иногда очерёдные, обычно почти равны или короче междоузлий, яйцевидно-продолговатые, верхние более вытянутые, все сидячие, с округлым основанием, по краю очень мелко и неясно зубчатые или почти пильчатые, толстоватые, голые, реже с единичными, прижатыми, белыми волосками, длиной 15—22 мм, шириной 9—12 (до 16) мм, кверху постепенно уменьшающиеся.
Цветки в числе 13—20, в плотных, овальных, конечных кистях длиной 15—22 мм и шириной 9—13 мм, на верхушке округлых. Прицветники короче цветков, зелёные, ланцетные, постепенно уменьшающиеся к верхушке; цветоножки длиной около 1 мм, при плодах удлиняющиеся до 2,5 мм. Доли чашечки продолговато-ланцетные, длиной около 3,5 мм, шириной 0,5—0,7 мм, туповатые, курчаво бело-мохнатые; венчик синий, с трубкой длиной около 1 мм, отгиб диаметром около 9 мм, доли венчика неравные, яйцевидные, тупые. Тычинки почти равны венчику; пыльники длиной около 1 мм.
Коробочка эллиптическая, длиной около 5 мм, шириной 3 мм, округлая на верхушке, не выемчатая, слегка сжатая, коротко опушенная. Столбик тонкий, изогнутый, почти равен коробочке. Семена длиной около 1 мм, продолговато-яйцевидные, светло-коричневые.

## Таксономия
Вид Вероника Горбунова входит в род Вероника (Veronica) семейства Подорожниковые (Plantaginaceae) порядка Ясноткоцветные (Lamiales).
|  |                                      |  |                                                             |                                                             |                          |  | ещё 21 семейство (согласно Системе APG II) | ещё 21 семейство (согласно Системе APG II) |                        |  |  |  | ещё от 300 до 500 видов |
|  |                                      |  |                                                             |                                                             |                          |  | ещё 21 семейство (согласно Системе APG II) | ещё 21 семейство (согласно Системе APG II) |                        |  |  |  | ещё от 300 до 500 видов |
|  |                                      |  |                                                             | порядок Ясноткоцветные                                      |                          |  |                                            |                                            | род Вероника           |  |  |  |                         |
|  |                                      |  |                                                             | порядок Ясноткоцветные                                      |                          |  |                                            |                                            | род Вероника           |  |  |  |                         |
|  | отдел Цветковые, или Покрытосеменные |  |                                                             |                                                             | семейство Подорожниковые |  |                                            |                                            | вид Вероника Горбунова |  |  |  |                         |
|  | отдел Цветковые, или Покрытосеменные |  |                                                             |                                                             | семейство Подорожниковые |  |                                            |                                            |                        |  |  |  |                         |
|  |                                      |  | ещё 44 порядка цветковых растений (согласно Системе APG II) | ещё 44 порядка цветковых растений (согласно Системе APG II) |                          |  |                                            | ещё 90 родов                               | ещё 90 родов           |  |  |  |                         |
|  |                                      |  |                                                             | ещё 44 порядка цветковых растений (согласно Системе APG II) |                          |  |                                            |                                            | ещё 90 родов           |  |  |  |                         |